# مهرجان كان السينمائي 1958
مهرجان كان السينمائي لعام 1958 هو الدورة الـ11 للمهرجان عُقد في 2 إلى 18مايو من عام 1958، حصلفيلم "The Cranes Are Flying" للمخرج السوفياتي ميخائيل كالاتوزوف على السعفة الذهبية للمهرجان.